# Grand Prix de Wallonie 1991
Il Grand Prix de Wallonie 1991, trentaduesima edizione della corsa, si svolse il 9 maggio 1991 su un percorso di 202 km, con partenza da Sombreffe e arrivo a Namur. Fu vinto dal belga Frank Van Den Abeele della Lotto-Superclub davanti ai suoi connazionali e compagni di squadra Johan Bruyneel e Sammie Moreels.

## Ordine d'arrivo (Top 10)
| Pos. | Corridore            | Squadra                 | Tempo    |
| ---- | -------------------- | ----------------------- | -------- |
| 1    | Frank Van Den Abeele | Lotto-Superclub         | 5h33'00" |
| 2    | Johan Bruyneel       | Lotto-Superclub         | a 1'38"  |
| 3    | Sammie Moreels       | Lotto-Superclub         | a 1'42"  |
| 4    | Claude Criquielion   | Lotto-Superclub         | a 1'47"  |
| 5    | Jan Nevens           | Lotto-Superclub         | a 1'49"  |
| 6    | Benny Heylen         | SEFB-Saxon-Gan          | a 1'57"  |
| 7    | Michel Dernies       | Weinmann-Eddy Merckx    | a 2'06"  |
| 8    | Benny Van Brabant    | SEFB-Saxon-Gan          | a 4'03"  |
| 9    | Wim Van Eynde        | Lotto-Superclub         | s.t.     |
| 10   | Eric De Clercq       | La William-Saltos-Duvel | a 4'06"  |